# Campionat d'Europa de natació de 1954
El Campionat d'Europa de natació de 1954 va ser la vuitena edició del Campionat d'Europa de natació. La competició es va disputar entre el 31 d'agost i el 5 de setembre de 1954 a Torí, Itàlia.

## Medaller
País amfitrió 
| Posició | País              | Or | Plata | Bronze | Total |
| 1       | Hongria           | 9  | 6     | 3      | 18    |
| 2       | Unió Soviètica    | 4  | 3     | 4      | 11    |
| 3       | Alemanya Oriental | 2  | 0     | 0      | 2     |
| 4       | Països Baixos     | 1  | 2     | 1      | 4     |
| 5       | França            | 1  | 1     | 1      | 3     |
| 6       | RFA               | 1  | 0     | 2      | 3     |
| 7       | Suècia            | 0  | 2     | 1      | 3     |
| 8       | Itàlia            | 0  | 1     | 1      | 2     |
| 9       | Iugoslàvia        | 0  | 1     | 1      | 2     |
| 10      | Dinamarca         | 0  | 1     | 0      | 1     |
| 11      | Polònia           | 0  | 1     | 0      | 1     |
| 12      | Regne Unit        | 0  | 0     | 3      | 3     |
| 13      | Àustria           | 0  | 0     | 1      | 1     |
| Total   | Total             | 18 | 18    | 18     | 54    |

## Resultats

### Salts
Proves masculines
| Proves               | Or                            | Or     | Plata                            | Plata  | Bronze                    | Bronze |
| Trampolí de 3 metres | Roman Brener · Unió Soviètica | 153.26 | Gennadiy Udalov · Unió Soviètica | 141.16 | Christian Piré · França   | 136.97 |
| Palanca              | Roman Brener · Unió Soviètica | 144.01 | Mikhail Chachba · Unió Soviètica | 142.06 | Peter Heatly · Regne Unit | 133.59 |

Proves femenines
| Proves               | Or                                     | Or     | Plata                                | Plata  | Bronze                            | Bronze |
| Trampolí de 3 metres | Valentina Chumicheva · Unió Soviètica  | 129.45 | Birte Christoffersen-Hanson · Suècia | 127.79 | Lyubov Zhigalova · Unió Soviètica | 125.30 |
| Palanca              | Tatyana Karakashyants · Unió Soviètica | 79.86  | Birte Christoffersen-Hanson · Suècia | 72.17  | Eva Pfarrhofer · Àustria          | 65.68  |

### Natació
Proves masculines
| Proves                       | Or                                                               | Or      | Plata                                                                  | Plata   | Bronze                                                                                  | Bronze  |
| 100 metres lliures           | Imre Nyéki · Hongria                                             | 57.8    | Lev Balandin · Unió Soviètica                                          | 58.2    | Géza Kádas · Hongria                                                                    | 58.3    |
| 400 metres lliures           | György Csordás · Hongria                                         | 4:38.8  | Angelo Romani · Itàlia                                                 | 4:40.4  | Per-Olof Östrand · Suècia                                                               | 4:40.9  |
| 1.500 metres lliures         | György Csordás · Hongria                                         | 18:57.8 | György Schuszter · Hongria                                             | 19:05.6 | Vladimir Lavrinenko · Unió Soviètica                                                    | 19:10.6 |
| 100 metres esquena           | Gilbert Bozon · França                                           | 1:05.1  | László Magyar · Hongria                                                | 1:05.3  | John Brockway · Regne Unit                                                              | 1:05.9  |
| 200 metres braça             | Klaus Bodinger · Alemanya Oriental                               | 2:40.9  | Marek Petrusewicz · Polònia                                            | 2:42.5  | Sándor Utassy · Hongria                                                                 | 2:43.8  |
| 200 metres papallona         | György Tumpek · Hongria                                          | 2:32.2  | Zsolt Feyér · Hongria                                                  | 2:35.1  | Vadim Martinchik · Unió Soviètica                                                       | 2:36.3  |
| relleus 4×200 metres lliures | Hongria · Laszlo Till · Zoltán Dömötör · Géza Kádas · Imre Nyéki | 8:47.8  | França · Jean Boiteux · Gilbert Bozon · Guy Montserret · Aldo Eminente | 8:54.1  | Unió Soviètica · Nikolay Suhorukov · Vyacheslav Kurennoy · Yuriy Abovyan · Lev Balandin | 8:55.9  |

Proves femenines
| Proves                       | Or                                                                  | Or     | Plata                                                                               | Plata  | Bronze                                                                  | Bronze |
| 100 metres lliures           | Katalin Szőke · Hongria                                             | 1:05.8 | Judit Temes · Hongria                                                               | 1:06.7 | Geertje Wielema · Països Baixos                                         | 1:07.3 |
| 400 metres lliures           | Agata Sebö · Hongria                                                | 5:14.4 | Valéria Gyenge · Hongria                                                            | 5:16.3 | Esa Ligorio · Iugoslàvia                                                | 5:18.7 |
| 100 metres esquena           | Geertje Wielema · Països Baixos                                     | 1:13.2 | Joke de Korte · Països Baixos                                                       | 1:13.6 | Pat Symons · Regne Unit                                                 | 1:17.3 |
| 200 metres braça             | Ursula Happe · RFA                                                  | 2:54.9 | Jytte Hansen · Dinamarca                                                            | 2:55.0 | Klara Killerman · Hongria                                               | 2:55.8 |
| 100 metres papallona         | Jutta Langenau · Alemanya Oriental                                  | 1:16.6 | Maria Littomeritzky · Hongria                                                       | 1:18.6 | Ursula Happe · RFA                                                      | 1:18.9 |
| relleus 4×100 metres lliures | Hongria · Valéria Gyenge · Agata Sebö · Judit Temes · Katalin Szőke | 4:30.6 | Països Baixos · Loes Zandvliet · Joke de Korte · Hetty Balkenende · Geertje Wielema | 4:33.2 | RFA · Käthe Jansen · Gisela von Netz · Birgit Klomp · Elisabeth Rechlin | 4:37.2 |

### Waterpolo
| Prova             | Or      | Plata      | Bronze |
| Waterpolo masculí | Hongria | Iugoslàvia | Itàlia |